# Ацетат метилазоксиметанола
Ацетат метилазоксиметанола, или МАМ, (англ. Methylazoxymethanol acetate; MAM) — органическое соединение растительного происхождения, нейротоксин и карциноген, подавляет синтез ДНК.   Метилазоксиметанол находится в семенах растений порядка Саговниковидные, особенно рода Замия. Отравление замией вызывает у крупного рогатого скота летальное неврологическое заболевание. Вещество селективно поражает нейробласты центральной нервной системы.
Метилазоксиметанол используется в экспериментальных исследованиях, т. к. способен вызывать у животных неврологические нарушения, такие как шизофрения и эпилепсия.